# Laelia gwelila
Laelia gwelila är en fjärilsart som beskrevs av Swinhoe 1903. Laelia gwelila ingår i släktet Laelia och familjen tofsspinnare. Inga underarter finns listade i Catalogue of Life.